# Landkreis Jerichower Land
Landkreis Jerichower Land er en landkreis i den nordøstlige del af den tyske delstat Sachsen-Anhalt. Nabokreise er mod nordvest og nord Landkreis Stendal, mod nordøst Landkreis Havelland i delstaten Brandenburg, mod øst Landkreis Potsdam-Mittelmark, ligeledes i Brandenburg, mod syd Landkreis Anhalt-Bitterfeld; mod sydvest ligger Salzlandkreis og den kreisfrie by Magdeburg, og mod vest Landkreis Börde.

## Geografi
De vigtigste vandveje i Landkreis Jerichower Land er ud over Elben – 
Elben-Havel-Kanalen, floderne Ehle, Nuthe, Ihle og Tucheim-Parchener Bach. Der En del af landskabet Fläming ligger i Landkreis Jerichower Land.

## Historie
Landkreis blev først dannet i 1994 ved en forening af kreisene Burg, Genthin og kommunen  Mangelsdorf fra Kreis Havelberg. 
Ved Kreisreform Sachsen-Anhalt 2007 blev denne landkreis afløst af en nyere, større landkreis med samme navn. Den sydlige del af den nye landkreis består af kommuner , der tidligere høret under Landkreis Anhalt-Zerbst .
1. januar 2009 blev byen Loburg og kommunerne Dörnitz, Hobeck, Küsel, Rosian, Schweinitz, Tryppehna, Wallwitz og Zeddenick indlemmet i byen Möckern. 

## Byer og kommuner
(indbyggertal pr. 31. december 2006)
| Enhedskommuner - 1. Burg, by (24.364) - 2. Elbe-Parey (7.662) - 3. Gommern, by (11.465) - 4. Lübs (404) |

Forvalningsfælleskaber  med deres medlemskommuner
* administrationsby
| - 1. Verwaltungsgemeinschaft Biederitz-Möser 1. Biederitz (4.589) 2. Gerwisch (2.651) 3. Gübs (353) 4. Hohenwarthe (1.463) 5. Königsborn (602) 6. Körbelitz (481) 7. Lostau (1.911) 8. Möser * (2.630) 9. Pietzpuhl (244) 10. Schermen (1.563) 11. Woltersdorf (403) | - 2. Verwaltungsgemeinschaft Elbe-Stremme-Fiener [Sitz: Genthin] 1. Brettin (846) 2. Demsin (382) 3. Jerichow, Stadt (2.270) 4. Kade (735) 5. Karow (477) 6. Klitsche (368) 7. Nielebock (238) 8. Redekin (680) 9. Roßdorf (523) 10. Schlagenthin (815) 11. Wulkow (402) 12. Zabakuck (206) - 3. Verwaltungsgemeinschaft Genthin 1. Genthin, Stadt * (14.177) 2. Gladau (711) 3. Paplitz (363) 4. Tucheim (1.377) | - 4. Verwaltungsgemeinschaft Möckern-Loburg-Fläming 1. Drewitz (409) 2. Grabow (715) 3. Krüssau (253) 4. Magdeburgerforth (247) 5. Möckern, by * (7.921) 6. Reesdorf (163) 7. Reesen (556) 8. Rietzel (151) 9. Schopsdorf (292) 10. Stresow (139) 11. Wüstenjerichow (127) |